# Mariene ecoregio Namaqua
De Mariene ecoregio Namaqua (191) (Engels: Namaqua marine ecoregion) is een biogeografische regio en ligt in het zuidoosten van de Atlantische Oceaan in de Mariene provincie Benguela (50) in het Marien rijk Gematigd Zuidelijk Afrika. De mariene ecoregio is vastgesteld door het World Wide Fund for Nature en The Nature Conservancy en is vernoemd naar Namakwaland.
In het noordwesten grenst het gebied aan de mariene ecoregio Namib (190) en in het zuidoosten aan de mariene ecoregio Agulhasbank (192).

## Geografie
De mariene ecoregio ligt in het zuidoosten van de Atlantische Oceaan voor de westkust in het zuidwesten van Namibië en de westkust van Zuid-Afrika. Het gebied strekt zich uit van nabij de grens van de regio's Hardap en ǁKaras ter hoogte van het Namib-Naukluft National Park tot aan Kaap de Goede Hoop bij Kaapstad en omvat onder andere de monding van de Oranjerivier bij Alexanderbaai.
Door het gebied stroomt de Benguelastroom, onderdeel van de Zuid-Atlantische gyre.

## Biogeografie
Het gebied kent zeeleven dat houdt van gematigde temperaturen.